# St. Mirren West College Scotland
Il St. Mirren West College Scotland è una società di pallacanestro, fondata nel 1995 a Paisley.

## Storia
La squadra originaria nacque con la denominazione di Basketball Paisley e successivamente Basketball Paisley St. Mirren. Dal 2000 il Reid Kerr College diventa lo sponsor principale del club.
Nell'agosto del 2013 St. Mirren Reid Kerr College Saints diventa St. Mirren West College Scotland dopo la fusione dei tre College di Paisley, Clydebank e Greenock nella parte occidentale della Scozia.
Ha vinto quattro volte la Scottish Cup (1999, 2002, 2012 e 2016) e 1 volta il campionato nazionale (2000).

## Statistiche
| Stagione                        | Div. | Pos. | Partite | Vinte | Perse | Punti | Play Offs        | Scottish Cup     |
| ------------------------------- | ---- | ---- | ------- | ----- | ----- | ----- | ---------------- | ---------------- |
| St Mirren McDonalds             |      |      |         |       |       |       |                  |                  |
| 1997–1998                       | SNBL | 5°   | 24      | 10    | 14    | 34    | /                | /                |
| 1998–1999                       | SNBL | 2°   | 27      | 23    | 4     | 73    | No Playoffs      | Vincitore        |
| 1999-2000                       | SNBL | 1°   | 18      | 17    | 1     | 35    | Vincitore        | Finalista        |
| 2000–2001                       | SNBL | 3°   | 0       | 0     | 0     | 0     | /                | /                |
| 2001–2002                       | SNBL | 5°   | 16      | 9     | 7     | 0     | /                | Vincitore        |
| St Mirren Reid Kerr College     |      |      |         |       |       |       |                  |                  |
| 2002–2003                       | SNBL | 3°   | 18      | 13    | 5     | 31    | No Playoffs      | Semifinali       |
| 2003–2004                       | SNBL | 4°   | 18      | 12    | 6     | 30    | No Playoffs      | Semifinali       |
| 2004–2005                       | SNBL | 5°   | 16      | 9     | 7     | 25    | No Playoffs      | -                |
| 2005–2006                       | SNBL | 0    | 0       | 0     | 0     | 0     | -                | -                |
| 2006–2007                       | SNBL | 3°   | 16      | 10    | 6     | 26    | No Playoffs      | -                |
| 2007–2008                       | SNBL | 4°   | 16      | 11    | 5     | 27    | No Playoffs      | Semifinali       |
| 2008–2009                       | SNBL | 3°   | 20      | 13    | 7     | 33    | No Playoffs      | Finalista        |
| 2009–2010                       | SNBL | 3°   | 20      | 13    | 7     | 33    | No Playoffs      | Quarti di Finale |
| 2010–2011                       | SNBL | 3°   | 18      | 13    | 5     | 31    | Finalista        | Finalista        |
| 2011–2012                       | SNBL | 3°   | 18      | 14    | 4     | 32    | Semifinali       | Vincitore        |
| 2012–2013                       | SNBL | 5°   | 18      | 11    | 7     | 29    | Quarti di Finale | Quarti di Finale |
| St Mirren West College Scotland |      |      |         |       |       |       |                  |                  |
| 2013–2014                       | SNBL | 2°   | 18      | 15    | 3     | 33    | Finalista        | Finalista        |
| 2014–2015                       | SNBL | 3°   | 22      | 16    | 6     | 38    | Semifinali       | Finalista        |
| 2015–2016                       | SNBL | 4°   | 18      | 12    | 6     | 30    | Quarti di finale | Vincitore        |

## Roster
|    | Naz.                   | Ruolo | Sportivo           | Anno | Alt. |  |  |
| -- | ---------------------- | ----- | ------------------ | ---- | ---- |  |  |
| 9  | Scozia (bandiera)      | G     | Euan Glass         |      |      |  |  |
| 11 | Scozia (bandiera)      | PG    | Colin Railley      | 1978 | 175  |  |  |
| 13 | Scozia (bandiera)      | A     | Nicholas Collins   | 1984 | 175  |  |  |
| 14 | Scozia (bandiera)      | C     | Christopher Cleary | 1988 | 196  |  |  |
| 15 | Scozia (bandiera)      | C     | David Johnston     | 1984 | 206  |  |  |
| 22 | Scozia (bandiera)      | G     | Fraser Glass       | 1992 | 185  |  |  |
|    | Inghilterra (bandiera) | AC    | Craig Stamp        |      | 206  |  |  |
|    | Scozia (bandiera)      | G     | Kieran Lynch       |      |      |  |  |
|    | Scozia (bandiera)      |       | Derek Shankland    |      |      |  |  |

### Staff tecnico
| Allenatore: Stuart Robert Glass |
| Vice Allenatore: Drew Grimsley  |